# Snaefells bergbana
Snaefells bergbana (engelska: Snaefell Mountain Railway) är en 8 kilometer lång bergbana på Isle of Man som går från Laxey till toppen av Snaefell.
Den har förbindelse till Manx elektriska järnväg i Laxey och har kallats världens äldsta elektriska spårväg. Spårvidden är 1 067 mm och spåren är försedda med en mittskena av typ Fell. Resan tar 30 minuter tur retur.
Motorvägen vid Bungalow station är en del av Snaefell Mountain Course som används vid motorcykeltävlingen Tourist Trophy så under tävlingarna stannar bergbanan på vardera sidan av vägen och hållplatserna förbinds med en gångbro.

## Rullande materiel

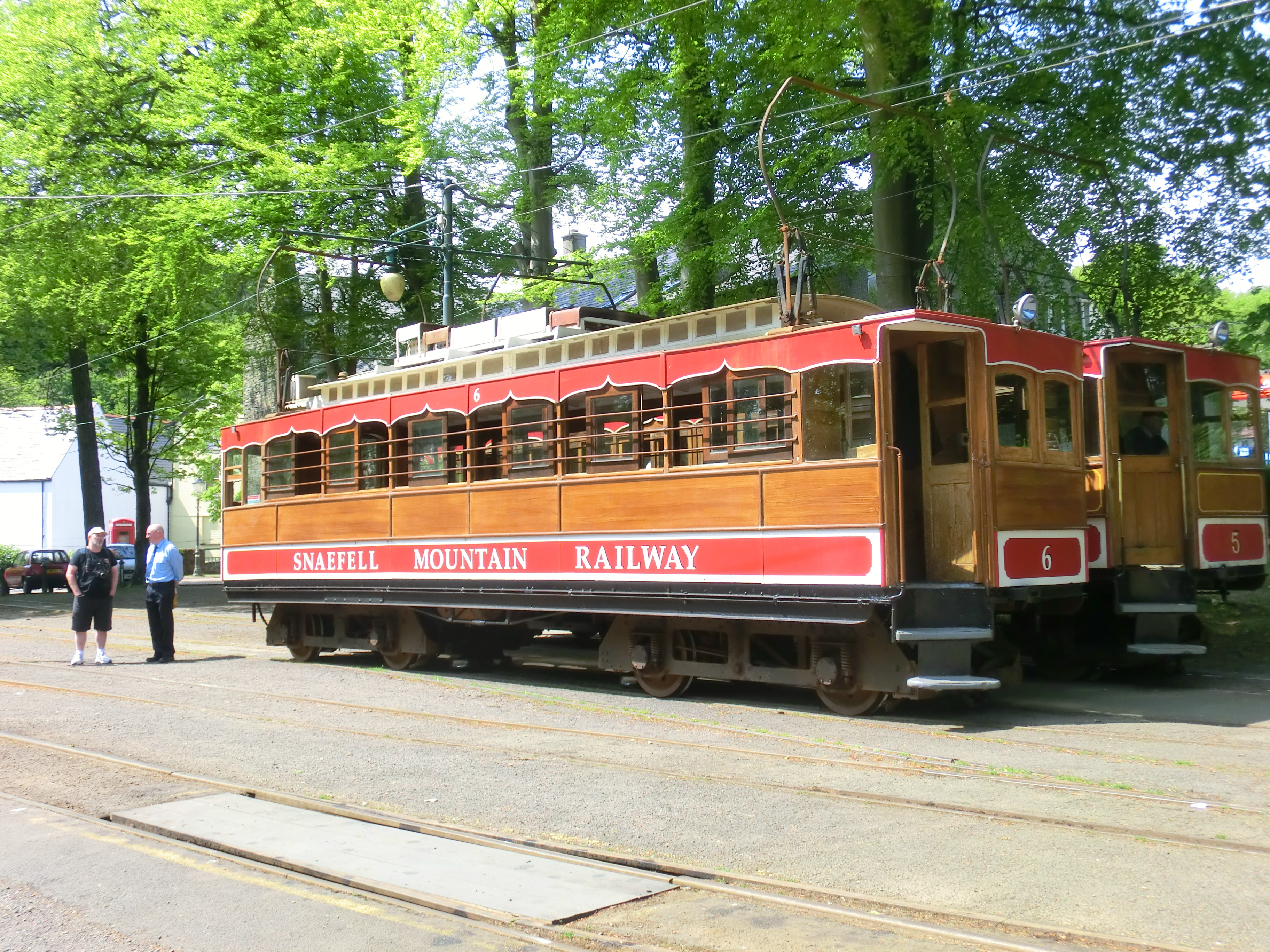
Vagn nr 6.

Fyra av bergbanans ursprungligen sex identiska vagnar är i originalskick med inredning i ask och tall, spegelpaneler och skjutbara fönster. De byggdes till banans invigning år 1895 av George F. Milnes & Co. och är numrerade 1–6. Vagn nummer 5 skadades i en brand den 16 augusti 1970 men har reparerats.
År 1976 försågs samtliga vagnar med motorer och styrsystem från den nedlagda spårvägen i Aachen eftersom motorerna från Mather and Platt var utslitna.